# Сартана

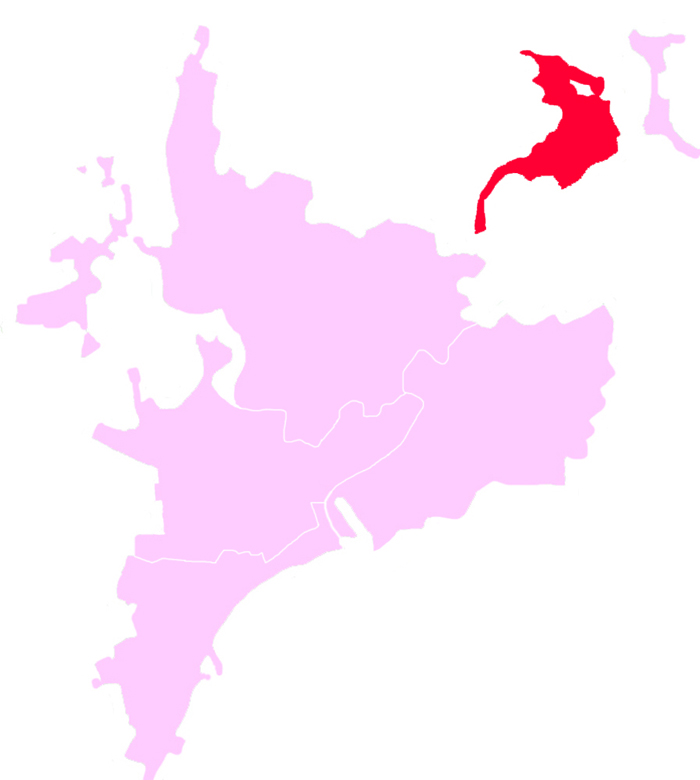
Сартана на карте Мариуполя

Сартана́ (с 1946 по 1992 — Примо́рское) — посёлок в Мариупольском районе Донецкой области Украины, административный центр Сартанской поселковой общины. С марта 2022 года находится под оккупацией Донецкой Народной Республики и войск Российской Федерации.

## Общая информация
Расположен в низовьях реки Кальмиус.
Название посёлка в переводе с урумского языка означает «желтый телёнок» («сары» — жёлтый, «тана» — телёнок).
Площадь Сартанского поселкового совета — 7,86 км².

## История
Село было основано в 1780 году греками-румеями, переселёнными российским правительством из одноимённого села в горном Крыму. В 1824 (или 1825) году в Сартане была построена каменная церковь в честь великомученика Георгия.
С 1825 по 1831 год в селе действовало Мариупольское духовное училище.
В 1935 году в Сартане был основан фольклорный греческий ансамбль песни и танца «Сартанские самоцветы», ведущий греческий коллектив Приазовья и Украины. В 1936 году ансамбль занял первое место во Всесоюзном просмотре коллективов национальных меньшинств в Москве. С 1938 года — посёлок городского типа.
Постановление Сталинского облисполкома от 15 августа 1945 г. посёлок Сартана переименован в посёлок Приморское. В 1946 году указом ПВС УССР посёлок Сартана переименован в Приморское.
В 1959 году в посёлке была организована Мариупольская государственная станция по племенному делу и искусственному оплодотворению сельскохозяйственных животных.
15 июня 1992 года пгт Приморское переименовано (восстановлено прежнее наименование) пгт Сартана.
6 марта 2004 года в Сартане была открыта фабрика по выращиванию бройлеров.
В 2005 году был построен новый храм Георгия Победоносца.
В 2014 и 2015 годах, в ходе вооружённого конфликта на востоке Украины, посёлок страдал от прямых боевых действий.
1 марта 2022 года был занят войсками ДНР.

## Население
Количество на начало года.
| Год  | Количество жителей |
| ---- | ------------------ |
| 1859 | 2482               |
| 1886 | 3295               |
| 1897 | 4834               |
| 1908 | 5154               |
| 1939 | 6218               |
| 1959 | 7856               |
| 1970 | 8823               |
| 1975 | 10100              |
| 1979 | 10031              |
| 1987 | 10900              |
| 1989 | 10791              |
| 1992 | 11000              |
| 1994 | 11000              |
| 1998 | 10800              |
| 2002 | 10950              |
| 2003 | 10895              |
| 2004 | 10894              |
| 2005 | 10888              |
| 2006 | 10872              |
| 2007 | 10830              |
| 2008 | 10800              |
| 2009 | 10795              |
| 2010 | 10793              |
| 2011 | 10772              |
| 2012 | 10762              |
| 2013 | 10783              |
| 2014 | 10779              |
| 2015 | 10728              |

### Национальный состав
По переписи 1897 года в Сартане 98,7 % (4773 из 4834 чел.) — православные.
В 2001 году родным языком назвали:
- русский язык — 10 026 чел. (91,56 %)
- греческий язык — 483 чел. (4,41 %)
- украинский язык — 396 чел. (3,62 %)
- цыганский язык — 12 чел. (0,11 %)
- белорусский язык — 7 чел. (0,06 %)
- армянский язык — 3 чел. (0,03 %)
- молдавский язык — 1 чел. (0,01 %)
- болгарский язык — 1 чел. (0,01 %)

## Экономика
- агроцех № 9 — бывший колхоз имени Карла Маркса
- молочно-товарная ферма на 1200 голов — сартанская госплеменстанция
- овощная база ГорПО
- теплицы
- хлебопекарня
- кондитерский цех
- механические мастерские
- станция технического обслуживания
- АЗС
- мойка
- мастерские по изготовлению памятников

## Социальная сфера
Имеется поликлиника, подстанция скорой медицинской помощи, аптека, ветлечебница, стоматология, магазины, парикмахерская, кафе, швейная мастерская, фотосалон, рынок, столовые. Памятники:
- памятник «Скорбящая мать»
- памятник невинно убиенных
- могила героя соцтруда Л. А. Кошубы
- памятник будённовцам
- памятник сартанцам, погибшим в годы ВОВ
- церковь Святого Георгия

### Транспорт
Работают маршрутные такси
- 51т ДК «Искра» — пос. Талаковка,
- 52т ДК «Искра» — пос. Сартана,
- 53т ДК «Искра» — ул. Зелёная,
- 55т ДК «Искра» — пос. Гнутово.

### Культура

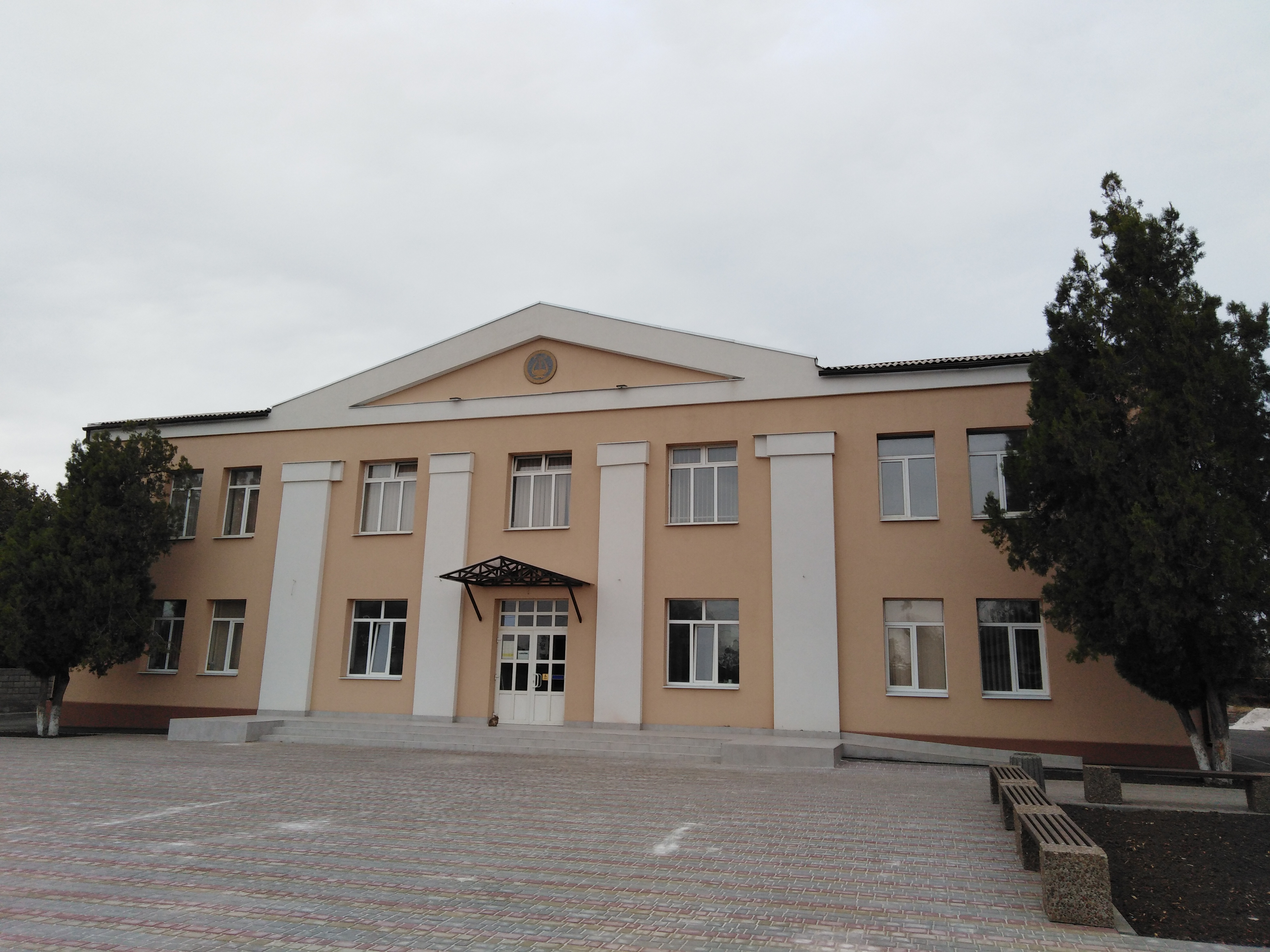
Дом культуры имени Тамары Кацы

- Действует музей этнографии истории греков Приазовья, посвящённый грекам Приазовья[21]
- Дом культуры имени Тамары Кацы
- Центр культуры, досуга и спорта «Спарта»
- 2 библиотеки
- Стадион
- Подиум
- Парк имени Кирьякова

### Учебные заведения

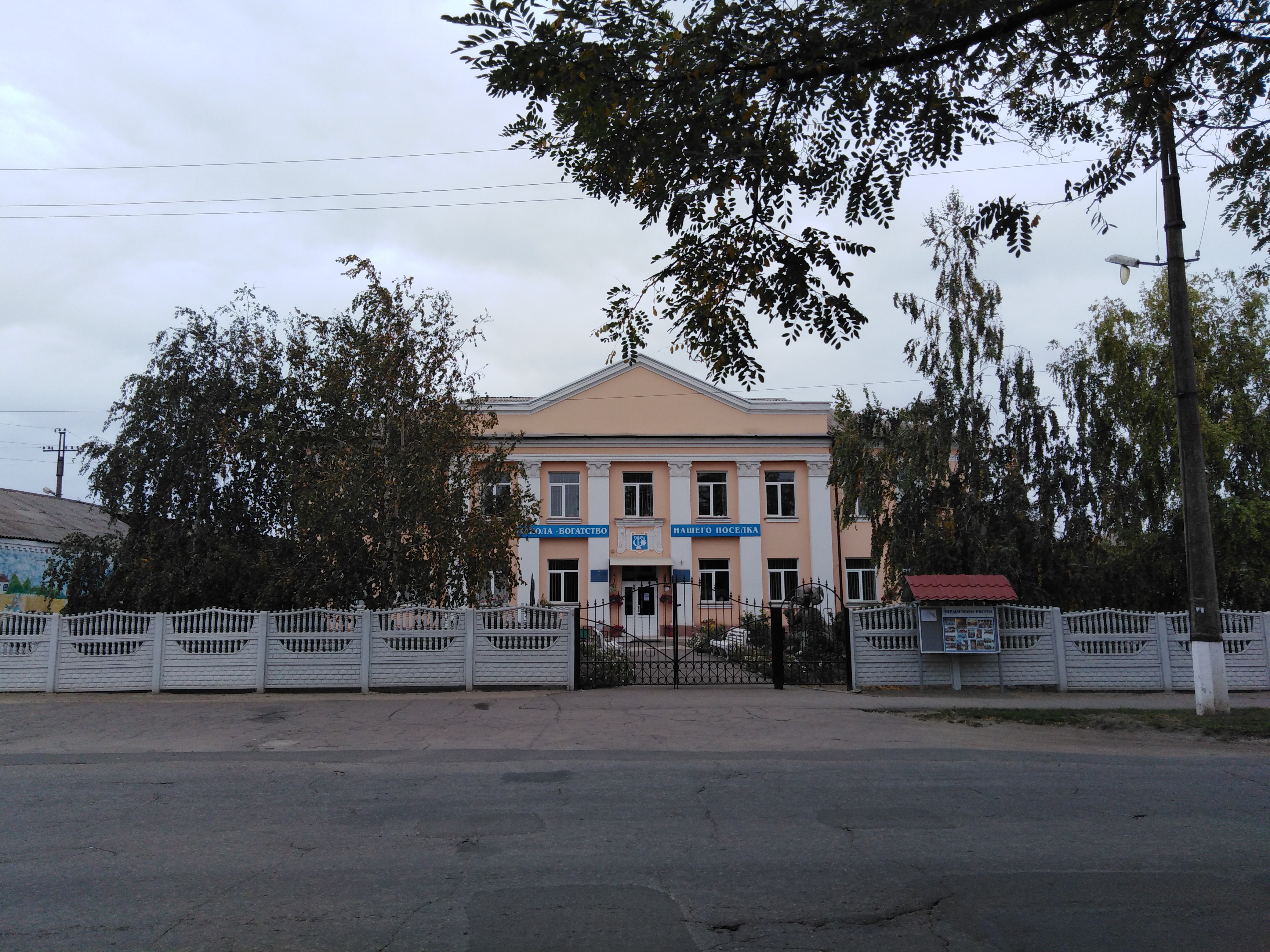
Музыкальная школа

- Мариупольский профессиональный аграрный лицей
- Специализированная общеобразовательная школа с углублённым изучением греческого языка
- Музыкальная школа
- Детский сад № 166
- Детский сад № 8

## Известные уроженцы, жители
- Леонтий Кирьяков (1919—2008) — румейский поэт и переводчик. Член союза писателей Украины.
- Коноп, Илья Ильич (1902—1938) — советский педагог и журналист греческого происхождения.
- Шапурма, Антон Амвросиевич (1911—1987) — румейский поэт и переводчик. Член союза писателей Украины.

### Почётные граждане Сартаны
- Папуш, Иван Агафонович[22]
- Леонтий Несторович Кирьяков[22]
- Ярмош, Дарья Михайловна[22]
- Давшан, Дмитрий Георгиевич[22]
- Балджи, Анатолий Яковлевич[22]
- Бойко, Владимир Семёнович[22]
- Анастасиос, Петравас[22]
- Куркчи, Константин Семёнович[22]
- Вашура, Вячеслав Анатольевич[22]
- Касьянов, Анатолий Фёдорович[22]
- Торопов, Виктор Степанович[22]
- Лафазан, Михаил Михайлович[22]
- Копейко, Иван Максимович[22]

## Улицы
- ул. Челюскинцев (центральная)
- ул. 1 Мая
- ул. Абрикосовая
- ул. Воинов-Освободителей
- тупик Волкова
- ул. Гагарина
- ул. Генерала Куркчи
- пер. Греческий
- пер. Громова
- ул. Добровольского
- ул. Дружная
- ул. Западная
- ул. Зелёная
- ул. Извилистая
- ул. Кальмиусская
- ул. Комарова
- пер. Клубный
- ул. Колхозная
- пер. Колхозный
- ул. Костоправа
- ул. Крайняя
- ул. Лафазана
- ул. Лермонтова
- ул. Набережная
- тупик Огородный
- ул. Огородняя
- ул. Октябрьская
- ул. Папанина
- ул. Партизанская
- пер. Партизанский
- ул. Паши Ангелиной
- ул. Полевая
- ул. Пушкина
- ул. Речная
- пер. Речной
- ул. Садовая
- ул. Северная
- тупик Северный
- ул. Соборная
- ул. Степная
- пер. Тенистый
- проезд Тупиковый
- ул. Хартахая
- пер. Чкалова
- ул. Шевченко
- ул. Шмидта
- ул. Эллинская